# Kriwołak
Kriwołak (mac. Криволак) – wieś w centralnej Macedonii Północnej, terytorialnie i administracyjnie należąca do gminy Negotino. Według stanu na 2002 rok jej liczebność wynosiła 1021 mieszkańców.

położenie wsi na mapie gminy

Według danych ze spisu powszechnego przeprowadzonego w 2002 roku, wieś Kriwołak zamieszkiwało 1021 osób deklarujących następującą narodowość: 
- Macedończycy – 544 (53,28%)
- Romowie – 319 (31,24%)
- Serbowie – 127 (12,44%)
- Turcy – 28 (2,74%)
- Albańczycy – 1 (0,10%)
- Inni – 2 (0,20%)